# 映画 プリキュアオールスターズNewStage みらいのともだち
『映画 プリキュアオールスターズNewStage みらいのともだち』（えいが プリキュアオールスターズニューステージ みらいのともだち）は、2012年3月17日公開のアニメ映画。「プリキュアシリーズ」としては12作目の映画作品であると同時に、歴代シリーズ作品によるクロスオーバー作品の第4弾に当たる。
キャッチコピーは「女の子は誰でもプリキュアになれる!!プリキュアオールスターズ、新たなるステージへ――」。

## 概要
本作品は、前年に完結した従来までの「『DX』シリーズ」に代わる、新たなシリーズ展開として企画・制作されたもので、2011年10月公開の『映画 スイートプリキュア♪ とりもどせ! 心がつなぐ奇跡のメロディ♪』上映後の特報にて、制作・上映が発表された。
作中には、2011年3月公開の『映画 プリキュアオールスターズDX3 未来にとどけ! 世界をつなぐ☆虹色の花』（以下『DX3』）』に登場した21人のプリキュアに加え、『スイートプリキュア♪』からキュアビートとキュアミューズ、さらに映画初登場となる『スマイルプリキュア!』の5人、そして本作品オリジナルのキャラクターで、シリーズで初めてクロスオーバー映画限定のプリキュアとして登場する「キュアエコー」を含めた29人のプリキュアが登場する。
このうち、本作品では『スマイル』と『スイート』に登場するプリキュア、そしてキュアエコーをメインに据え、『映画 プリキュアオールスターズDX みんなともだちっ☆奇跡の全員大集合!』（以下『DX』）の後日談として、同作品にも登場した神奈川県横浜市の横浜みなとみらい21一帯を舞台に、『DX』の敵キャラクター「フュージョン」がプリキュアに倒されて分裂したかけらの一つ「フーちゃん」と、それに出会った少女・坂上あゆみを中心に物語が展開される。一方、本作品では『GoGo!』までのプリキュアと妖精に声は当てられていないが、これは全員に喋るシーンを用意しようとすると難儀が生じるため、「喋らせることだけが存在感を表す手法ではない」として採られた措置であり、アフレコされている『ハートキャッチ』『フレッシュ』のプリキュアたちも、当初はもっと活躍が少ない予定だった。
前作と同様に、新規参戦の『スマイル』はこれまでのプリキュアと関係性を持っておらず、妖精同士のみが既に知り合っているという状態でスタートし、作中で『スマイル』は他のプリキュアの存在を知っていくようになる。作中には過去作に登場したキャラクターが横浜を歩く人々として台詞なしで出演している（後述）。
ゲスト声優として、キュアエコーこと坂上あゆみ役にはシリーズ初参加となる能登麻美子、フュージョンのかけらであるフーちゃん役には子役の熊田聖亜、そしてあゆみの母親には赤江珠緒（制作局の朝日放送〈現：朝日放送テレビ〉出身のフリーアナウンサー）が出演する。赤江がプリキュアシリーズに出演するのは2005年4月公開の『映画 ふたりはプリキュア Max Heart』（妖精騎士ハート役）以来で、『スマイル』の第8話にも『情報満載ライブショー モーニングバード!』のキャスターである本人役として羽鳥慎一（羽鳥の声の出演は無し）と共に出演している。
本作品でも鑑賞者参加型システムが行われ、中学生以下の子供には「ミラクルデコルライト」が配られる。また「オールスターズニューバイザー」という紙製サンバイザーが配られるが、その一方で、2008年公開の『映画 Yes!プリキュア5GoGo! お菓子の国のハッピーバースディ♪』以来続いていた、「『データカードダス』のプレゼント」は、本作品からオールスターズ映画のみ廃止された。
全国172スクリーンという規模での公開ながら、2012年3月17、18日の初日2日間で興収1億9,543万500円、動員17万5,268人になり映画観客動員ランキング（興行通信社調べ）で初登場第3位となった。

## ストーリー
横浜みなとみらい21に出現したフュージョンをプリキュアたちが倒し、街はその話で持ちきりとなっていた。しかし、転校してきたばかりの坂上あゆみはいつもクラスから孤立していた。
ある日、あゆみは学校からの帰りに謎の生き物と出会う。彼女はこの生き物に「フーちゃん」と名付けて仲良しとなるが、この生き物はフュージョンのかけらだった。フーちゃんはあゆみを思うあまり、次第にあゆみの嫌いなものを飲み込んでいき、大きくなろうとし、ついには全てを消してリセットしようとしてしまう。
あらゆるものが消失し混乱した街と、フーちゃんの暴走を悲しむあゆみを救うため、プリキュアたちが立ち上がることになる。

## 登場キャラクター
登場キャラクターの基本情報は各作品の項目を参照。本節ではオリジナルキャラクターなどを除き、主に本作品での立ち位置を示す。また原則としてキャストの付記されていないキャラクターは台詞無しでの登場となる。

### スマイルプリキュア!
プリキュア
キャンディの話から、フュージョン探しに乗り出すことになる。暴走したフーちゃんとも戦うことになるが、その性質に苦戦を強いられることになる。
星空 みゆき（ほしぞら みゆき） / キュアハッピー
声 - 福圓美里
フュージョン探しにおける紆余曲折から、他の仲間に先んじて『スイートプリキュア♪』のメンバーやあゆみと出会い、さらに緑色のフュージョンとも遭遇する。
日野 あかね（ひの あかね） / キュアサニー
声 - 田野アサミ
フュージョンに遭遇した際、襲われそうになったみゆきを救う。
物語後半、フーちゃんの許へ向かう途中で不安にかられて泣きだしてしまったあゆみを「プリキュアだってみんな普通の女の子、何も特別なことなんかない」と励ました。
黄瀬 やよい（きせ やよい） / キュアピース
声 - 金元寿子
『スイートプリキュア♪』のメンバーと初めて遭遇した際は、自己紹介しようとしていた。
緑川 なお（みどりかわ なお） / キュアマーチ
声 - 井上麻里奈
キュアサニーのあゆみに対する励ましに「サニーが普通の女の子だなんて」と横槍を入れるが「オカンが失礼なこと言うな」と混ぜっ返され、更にキュアビューティには「いいお母さんですね」と追い打ちをかけられてしまっていた。
青木 れいか（あおき れいか） / キュアビューティ
声 - 西村ちなみ

妖精
キャンディ
声 - 大谷育江
ハミィとは旧知の仲である。響に「子ブタ」呼ばわりされるが、身を乗り出さずに彼女を否定する。
フュージョン探しをみゆきたちに頼んで同行するが、フュージョンのことはあまりよく知らない。

### スイートプリキュア♪
プリキュア
歴代のプリキュアと共にフュージョン戦に勝利した後、分裂したフュージョン探しに参加して『スマイルプリキュア!』と出会う。その後、暴走したフーちゃんとも戦うことになる。
北条 響（ほうじょう ひびき） / キュアメロディ
声 - 小清水亜美
ハミィとキャンディの関係から、みゆき共々お互いが何者であるか感付く。そのため彼女に変身を目撃されリズムたちが慌てる中、一人平静を保っていた。
南野 奏（みなみの かなで） / キュアリズム
声 - 折笠富美子
黒川 エレン（くろかわ エレン） / キュアビート
声 - 豊口めぐみ
調辺 アコ（しらべ アコ） / キュアミューズ
声 - 大久保瑠美

妖精
ハミィ
声 - 三石琴乃
キャンディとは旧知の仲であり、奏が作ったカップケーキをプレゼントしていた。
ミラクルライトでプリキュアを応援している他、プリキュアを呼び寄せるために呼びかけを行なう。
フェアリートーン
声 - 工藤真由
青いフュージョンが紛れ込んだ際、逃げ惑う妖精たちの中において、揃って立ち向かった。
またフュージョン探し中はハミィと共に、全員でトウモロコシを食べていた。

### ハートキャッチプリキュア!
プリキュア
暴走したフーちゃんとの戦いに加勢しようとするが、えりか（キュアマリン）が道に迷ったため出遅れる。変身後、マリンが同じくみんなを迷わせたキュアピーチ（ラブ）と共感し合う。あゆみを到達させるため、囮になる。
花咲 つぼみ（はなさき つぼみ） / キュアブロッサム
声 - 水樹奈々
来海 えりか（くるみ えりか） / キュアマリン
声 - 水沢史絵
明堂院 いつき（みょうどういん いつき） / キュアサンシャイン
声 - 桑島法子
月影 ゆり（つきかげ ゆり） / キュアムーンライト
声 - 久川綾

妖精
シプレ
声 - 川田妙子
コフレ
声 - くまいもとこ
序盤での祝勝会で、中華まんをつまみ食いしようとしたポプリを咎めた。
講談風にフュージョンをシプレたちに解説し、怖がらせていた。
ミラクルライトでプリキュアに力を与えていた他、決戦に向け、自分のプリキュアたちを呼び寄せる。
ポプリ
声 - 菊池こころ
序盤での祝勝会では、中華まんをつまみ食いしようとしていた。ワガママ振りは健在。
自分のプリキュアたちとともに駆けつけ、あゆみの危機を自身の能力で救っている。

### フレッシュプリキュア!
プリキュア
暴走したフーちゃんとの戦いに加勢しようとするが、ラブ（キュアピーチ）が道に迷ったため出遅れる。変身後、ピーチが同じくみんなを迷わせたキュアマリン（えりか）と共感し合う。あゆみを到達させるため、囮になる。
桃園 ラブ（ももぞの ラブ） / キュアピーチ
声 - 沖佳苗
蒼乃 美希（あおの みき） / キュアベリー
声 - 喜多村英梨
山吹 祈里（やまぶき いのり） / キュアパイン
声 - 中川亜紀子
東 せつな（ひがし せつな） / キュアパッション
声 - 小松由佳

妖精
シフォン
声 - こおろぎさとみ
超能力を使い、物語で初めて登場した青いフュージョンを瓶の中に転送させている。
タルト
声 - 松野太紀
本作品ではミラクルライトの管理を主に行なっている。また、序盤で妖精たちによる祝勝会の幹事を務めている。

### 本作品のオリジナルキャラクター
坂上 あゆみ（さかがみ あゆみ） / キュアエコー
声 - 能登麻美子
本作品の主人公的存在。プリキュアにあこがれている中学生の少女。ツインテールにまとめた茶髪が特徴。一人称は「わたし」。
黄色の服に水色のジャケットを着用しており、青色のスカートを履いている。学生服は灰色を基調としている。
父親の仕事の都合で横浜に引っ越してきたが、引っこみ思案な性格のために街や学校のクラスにもなじめず、母親（声 - 赤江珠緒）との関係も悪くいつもひとりぼっちである。
序盤にて、偶然フュージョンのカケラのひとつと出会い、それを「フーちゃん」と名づけて友だちになり、彼とともに日常を楽しむようになる。
中盤にて、遭遇したプリキュアたちにフーちゃんの正体を知らされて困惑するも、フーちゃんを守ることを決意する。しかし、自分のことばが原因でフーちゃんが暴走するようになり、思いがけない事態になったことで悲しみに落ちこんでいく。
終盤にて、プリキュアたちの励ましによって立ち直り、フーちゃんの誤解をとくという強固な決意を示したことで「キュアエコー」へと覚醒し、フーちゃんを説得して改心させる。
フーちゃんとの和解後は暴走したフュージョンに襲撃されるが、「スマイルプリキュア!」の活躍によって救助される。しかし、彼女たちに力を与えたことでフーちゃんが消滅するという別れを経験する。後日談では、引っこみ思案な性格も少しだけ解消されており、学校のクラスメートとも会話出来るようになった。
後に制作されたクロスオーバー映画においても、複数回にわたって登場している。

### 本作品の敵
フュージョン
声 - 子安武人
『映画 プリキュアオールスターズDX みんなともだちっ☆奇跡の全員大集合!』の敵役として登場した「悪意の塊」。
本作品では、怪獣のような姿で復活して横浜の街を破壊しようと目論み、今度は『フレッシュ』のキュアパッションから『スイート』のメンバーたちを加えた23人のプリキュアに再度倒されるが、身体を無数に分裂させ、虎視眈々と集合復活のときを狙っていた。
カケラはそれぞれ異なる色の個体が存在し、個々の戦闘能力も高い。また、『DX』に登場した際とは異なり、過去の怪物を復活・誕生させる力はないものの、プリキュアの技や物体を吸収し力を増幅させる能力は健在であり、加えてさまざまな形に変形して分裂することも可能である。人格は、フュージョンとしての邪悪さのみが備わっている。
中盤にて、再度「スマイルプリキュア!」に襲いかかり、彼女たちの技を吸収してパワーアップすると、フーちゃんの「リセットをする」という意思で動きだし、横浜の街を消滅させるべく行動を開始し、それを阻止しようとするプリキュアたちと激しい交戦をする。
終盤にて、フーちゃんが改心したあともリセットすることに固執し、最後まで暴走を続けたが、スマイルプリキュアの活躍によって倒された。
フーちゃん
声 - 熊田聖亜
フュージョンのカケラのひとつで、本作品のキーキャラクター。坂道であゆみに出会ったとき、「フー」と鳴いていたことから「フーちゃん」と名づけられた。
ほかのカケラと比較して身体が小さく、力も弱い。体色は黄色で、頭と身体にあたる部位しかないが、あゆみのためにブレスレットや船の模型に変身することもある。また、成長するにつれて言葉を覚えるようになる。
あゆみと出会ったあと、彼女と行動をともにして触れ合いを重ねるうちに、フュージョンから独立した人格をもち、あゆみに懐くようになる。しかし、あゆみの力になりたい一心で自身を成長させるために、ほかのカケラたちに集合を呼びかける。
中盤にて、あゆみが漏らした「全部なくなっちゃえばいいのに」という言葉をストレートに捉え、「あゆみが嫌いなものをリセットする」という歪んだ方向に意思が暴走し、フュージョンのカケラをあやつって横浜を消そうとする。
最終的には、あゆみの真意を知ったことで理性をとり戻したが、暴走したフュージョンに苦戦するスマイルプリキュアに協力して自分から「プリキュア、あゆみを守って」と意思でスマイルプリキュアに特別な力を託したことでその特別な力を使いはたし、あゆみに別れのことばを残して消滅した。
2015年春公開の『映画 プリキュアオールスターズ 春のカーニバル♪』では台詞こそないものの、脇役として登場している。

### 過去作品のプリキュアと妖精
横浜を破壊しようとしていたフュージョンを倒すためにあらわれたプリキュアたちは、分裂したフュージョン捜索のシーンでは登場しなかったものの、後半の決戦時はミラクルライトの呼びかけに応じ、仲間の危機に駆けつけた。
妖精たちは冒頭のフュージョン戦において一部のみが作中に登場するのみである。さらに、変身前の姿はラストシーンに登場する。
ふたりはプリキュア / ふたりはプリキュア MaxHeart
美墨 なぎさ（みすみ なぎさ） / キュアブラック
小説版では彼女のみ、一言だけ台詞が有る。
雪城 ほのか（ゆきしろ ほのか） / キュアホワイト
九条 ひかり（くじょう ひかり） / シャイニールミナス
ルルン

ふたりはプリキュア Splash Star
日向 咲（ひゅうが さき） / キュアブルーム
美翔 舞（みしょう まい） / キュアイーグレット
ムープ
フープ

Yes!プリキュア5 / Yes!プリキュア5GoGo!
夢原 のぞみ（ゆめはら のぞみ） / キュアドリーム
夏木 りん（なつき りん） / キュアルージュ
春日野 うらら（かすがの うらら） / キュアレモネード
秋元 こまち（あきもと こまち） / キュアミント
水無月 かれん（みなづき かれん） / キュアアクア
美々野 くるみ（みみの くるみ） / ミルキィローズ
ココ
ナッツ
シロップ

### 過去作品の登場キャラクター
ふたりはプリキュア Splash Star
日向 大介（ひゅうが だいすけ）
フュージョンに襲われて逃げ惑う群衆の中に登場。

フレッシュプリキュア!
桃園 圭太郎（ももぞの けいたろう）
桃園 あゆみ（ももぞの あゆみ）
蒼乃 レミ（あおの レミ）
一条 和希（いちじょう かずき）
山吹 正（やまぶき ただし）
山吹 尚子（やまぶき なおこ）
知念 大輔（ちねん だいすけ）
沢 裕喜（さわ ゆうき）
魚屋
全てフュージョンに襲われて逃げまどう群衆の中に登場。
カオルちゃん
山下公園に登場（店舗は映されず）。
ミユキ
「横浜赤レンガ倉庫」の前にみゆきと出会う。オールスターズ映画では珍しくスカート姿。

ハートキャッチプリキュア!
来海 ももか（くるみ ももか）
クロスオーバー映画初登場。「赤レンガ倉庫」内でみゆきとすれ違う。
沢井 なるみ（さわい なるみ）
佐久間 としこ（さくま としこ）
志久 ななみ（しく ななみ）
黒田 るみこ（くろだ るみこ）
カオルちゃんの居る公園に登場。なるみとななみはクロスオーバー映画初登場。
鶴崎（つるさき）
横浜中華街にて、フュージョンを追うみゆきと一瞬すれ違う。
サソリーナの素体だった女性
熊本（くまもと）
コブラージャの素体だった男性
全員クロスオーバー映画初登場で、カオルちゃんとファッション部員らと共に山下公園に登場。

## 本作品のプリキュア
冒頭で横浜を荒らしまわっていたフュージョンを退治した少女たちとして登場する。本作品では大々的に市民から応援を受け、さらにその事件を『横浜を救った伝説の戦士』として報道されたことによって、多くの人々から『プリキュア』という戦士の存在を認知されている。
関連アイテム
ミラクルデコルライト
作中では「ミラクルライト」と呼称される。先端に「キュアデコル」を模した蛍光部が付いている。本作品ではプリキュアに力を与えるほか、仲間たちを呼び寄せるための目印として使用されたり、キュアエコーをフーちゃんの居るタワー屋上へ導くための「光のレール」を作った。
それまでのオールスターズ映画の「ミラクルライト」は、先端の蛍光部がピンク色で、正式名称は「○○ミラクルライト」となっていたが、本作品より（一部を除く）シリーズ映画同様、蛍光部が白で、正式名称が「ミラクル○○ライト」に変更された。

### キュアエコー
坂上あゆみがキュアハッピーをかばい、フュージョンに飲み込まれたときに「フーちゃんに自分の本当の思いを伝えたい!」というこころに呼応して突如誕生したプリキュア。本作品では「29人目のプリキュア」という位置付けとなっている。
変身時の台詞は「想いよ届け!キュアエコー!!」。
変身前に比べてサイドポニーが大幅に長くなり、それを結っていた赤いシュシュから淡いピンク色のリボンに変わっているほか、髪色と瞳もこげ茶色から金色に変化している。イメージカラーは白色で、アクセントとして若草色が入るほか、腰周りのリボンと肩周りは淡いピンク色になっている。胸には『スマイル』と同じブローチをつけているが色は白銀となり、中の「P」は緑色になっている。また、『スマイル』に登場するプリキュアたちとほぼ同形状の白のロングブーツを履いている。テレビシリーズのプリキュアのように、作中で明確な変身シーンや技を放つシーンは描かれていないが、変身解除後にキュアデコルに似たアイテムが足元に落ちる演出が存在する。
本作品以外の作品への客演として、クロスオーバー映画では2014年春公開の次々作『映画 プリキュアオールスターズNewStage3 永遠のともだち』・2016年春公開の『映画 プリキュアオールスターズ みんなで歌う♪奇跡の魔法!』、2023年秋公開の『映画 プリキュアオールスターズF』、テレビシリーズでは2018年放送の『HUGっと!プリキュア』第37話にそれぞれ登場している。各作品における詳細は当該項目を参照。
玩具関連では、前述のエコーキュアデコルがバンダイから発売された「プリキュアオールスターズ キュアデコレクション プリキュアオールスターズNS」（後述）の中のひとつとして商品化。同じくバンダイから発売された「プリキュアオールスターズ プリートフォン」（及びマイナーチェンジ版の「ドキドキプラス」）ではシリーズポータルサイト「プリキュアガーデン」で発表されたパスワードを入力することで隠しキャラクターとしてキュアエコーが登場する。
その他のグッズ関係では、後述するアクションフィギュア「S.H.Figuarts」シリーズでのフィギュア化や、スリーシックスティの「プリキュア全員デカストラップ」「プリキュア全員アクリルスタンド」「全プリキュア・フルカラープリントTシャツ」の1商品としてラインナップされたほか、公式ショップ「プリキュア プリティストア」が販売している缶バッジ「トゥインクル缶バッジ」での投票企画でランクインしたことから第5弾でラインナップされ、プリキュアシリーズの漫画版作者である上北ふたごのイラストを用いた缶バッジでも『映画 魔法つかいプリキュア! 奇跡の変身!キュアモフルン!』に登場するキュアモフルンとともにレア扱いとしてラインナップ、他にも「アイドルプリキュア2nd Season SPRINGFES〜FINAL!〜」（あゆみとしての初グッズ化）「プリティピックアップフェア 第10弾」でもラインナップされている。
前述の通り、クロスオーバー作品限定プリキュアという位置付けではあるものの、プリキュアオールスターズの関連文献でも取り上げられる機会は少なく、2014年3月発刊のシリーズ10周年記念ムック「プリキュア10周年公式アニバーサリーブック」（メディアパル）にて、テレビシリーズの歴代プリキュアたちとは別に、「劇場版紹介」ページのラストにキュアエコーの紹介と担当声優の能登麻美子のインタビューが掲載されたほか、2016年3月発行の「プリキュアオールスターズ まるごと大ずかん」（講談社）や『映画 プリキュアオールスターズNewStage3 永遠のともだち』以降の「プリキュアぬりえコレクション」（サンスター文具）、2018年10月公開の『映画 HUGっと!プリキュア♡ふたりはプリキュア オールスターズメモリーズ』のパンフレットでの紹介、そして2018年9月発行の「Febri特別号 プリキュア15周年アニバーサリーブック」（一迅社）に収録されている「青山充 プリキュアワークス」において設定資料などが掲載されている程度である。
他方で、2015年12月31日放送の『第66回NHK紅白歌合戦』のコーナー「アニメ紅白」では、『Go!プリンセスプリキュア』までの歴代プリキュアと共に応援ゲストとして登場した他、2019年9月14日に放送された『発表!全プリキュア大投票』（NHK BSプレミアム）では、キャラクター部門にて第8位を獲得した。
関連アイテム
エコーキュアデコル
形状は、スマイルプリキュアのメンバーが変身に使用するキュアデコルと同様で、色が白くなっている。変身解除後の扱いについて作中では描かれていなかったが、『NewStage3』ではあゆみが所持していることが確認されている。

## スタッフ
- 原作 - 東堂いづみ (講談社「なかよし」連載)
- 製作 - 高橋浩、香月純一、脇坂聰史、垰義孝、篠田芳彦、許田周一、木下直哉
- 企画 - 梅澤淳稔、長谷川昌也、松下洋幸
- 企画協力 - 西出将之、佐々木礼子
- 助監督 - 三塚雅人
- 脚本 - 成田良美
- オリジナルキャラクターデザイン - 稲上晃、香川久、馬越嘉彦、高橋晃、川村敏江
- キャラクターデザイン・作画監督 - 青山充
- 美術監督・美術デザイン - 田中里緑
- 色彩設計 - 澤田豊二、佐久間ヨシ子
- CGプロデューサー - 今村幸也
- CGディレクター - 中沢大樹
- 撮影監督 - 高橋賢司
- 編集 - 麻生芳弘
- 音響監督 - 川崎公敬
- 音響効果 - 石野貴久(サウンドリング)
- 音楽 - 高梨康治(Team-MAX)
- 音楽プロデューサー - 伊藤誠、犬塚舞、鎌田佳代子
- 音楽制作 - 株式会社マーベラスAQL
- 製作担当 - 稲垣哲雄
- アニメーション制作 - 東映アニメーション
- 制作 - 映画 プリキュアオールスターズNS 製作委員会（東映アニメーション、東映、バンダイ、アサツー ディ・ケイ、朝日放送、マーベラスAQL、木下工務店）
- 配給 - 東映
- 監督 - 志水淳児

## 主題歌
オープニングテーマ「プリキュア〜永遠のともだち〜」
作詞 - 六ツ見純代、作曲・編曲 - 高梨康治、歌 - 工藤真由
映像では23人のプリキュアと素顔が映されるが、キュアブラックからキュアリズムまでの「素顔」は、（いつき・ゆりを除き）過去のオールスターズ映画から流用。また、戦闘シーンは『NewStage2』で、タルトが妖精学校の生徒たちにプリキュアを教える場面でインサートされた。
後半、キュアブラックからミルキィローズまでのプリキュア11人が登場した時にも、挿入歌として使用。
エンディングテーマ「イェイ!イェイ!イェイ!」
作詞 - 実ノ里、作曲 - 高取ヒデアキ、編曲 - 斎藤悠弥、歌 - 吉田仁美
NewStageシリーズのエンディング映像は現在放送中のプリキュアシリーズのエンディングテーマをオールスターズ全員が踊るというもので、本作品ではキュアエコーを除いた28人のプリキュアが『スマイル』のダンスを披露しており、CGキャラクターのモデリングもこれまでのものを踏襲している。

## 関連商品
- 小説『プリキュアオールスターズ NewStage みらいのともだち』（東堂いづみ・原作、成田良美・著、2012年3月19日初版発行、角川書店・角川つばさ文庫、ISBN 978-4-04-631233-4）
  - 『DX3』に続くノベライズ第2作で、『DX3』同様、初版分はカバーの地色が角川つばさ文庫の緑ではなく、ピンク色になっている。ストーリーは『DX3』の様な大幅なアレンジはしておらず、映画版に近いが、映画プロローグでのフュージョン対プリキュア23人の戦いは省かれている。また掲載イラストは『DX3』と同様に宣伝イラストから流用しているため、作中とは違う場面が存在する[15]。
  - 角川より発売されたプリキュア関連のノベライズとしては、2024年現在同書が最後である。
- アニメコミック『プリキュアオールスターズ NewStage みらいのともだち』（2012年6月20日初版発行、一迅社）
  - 本作品の映像を再編集したフィルムコミック。冒頭の「登場人物紹介」ではプリキュア28人のみ紹介、妖精・あゆみ（キュアエコー）・フュージョン・フーちゃんなどは紹介されてない。OPは「妖精たちの応援とタルトの『ミラクルライト』解説」シーンを除き、ノンクレジットで収録されているが、EDは省かれた。
- CD『プリキュア〜永遠のともだち〜』（マーベラスAQL/ソニー・ミュージックディストリビューション、2012年3月14日発売、MJSS-09074）
- CD『映画プリキュアオールスターズ NewStage みらいのともだち　オリジナル・サウンドトラック』（マーベラスAQL/ソニー・ミュージックディストリビューション、2012年3月14日発売、MJSA-01042）
- DVD/BD『映画プリキュアオールスターズ NewStage みらいのともだち』（マーベラスAQL/TCエンタテインメント、2012年7月18日発売）
  - DVD特装版（TCED-1535）/DVD通常版（TCED-1536）/Blu-ray特装版（TCBD-0130）
  - 特装版は、映像特典としてエンディングムービーのノンテロップバージョンとメイキングバージョン、舞台挨拶、テレビ特番「映画プリキュアオールスターズ NewStage（ニューステージ）みらいのともだち 〜公開記念特番〜」、TVスポット、予告集、ピクチャーコレクションを収録、おしゃれふうとうとリーフレットを同梱、カラーケース・ピクチャーレーベル仕様。ブルーレイ・DVD共に字幕あり。
- 玩具「キュアデコレクション プリキュアオールスターズNS（バンダイ、2012年3月24日発売）
  - 前述の「エコーキュアデコル」[注 11]を初め、『初代 / MH』から『スイート』までの各プリキュアをイメージしたメッキ仕立てのキュアデコル計7個、そしてこれらを着けられるアームバンドがセットになっている。
  - デコルを別売りの「カラフル変身 スマイルパクト」（バンダイ）にセットすると光と音が鳴り、パクト付属のパフを当てるとパフが光り、声がするが、どのデコルをセットしても（キュアハッピー）「GO! GO! プ・リ・キュ・ア・オールスターズ!!」（キャンディ）「大好きクル!!」という声のみ出る（各プリキュアやキュアエコーの声はしない）。
  - パッケージにはプリキュアオールスターズが描かれているものの、キュアエコーは描かれていない。
- 可動フィギュア「S.H.Figuarts キュアエコー」（2015年12月発送、バンダイ）
  - 魂ウェブ商店限定。フーちゃん・次作『映画 プリキュアオールスターズNewStage2 こころのともだち』のグレルとエンエンのミニフィギュアが付属。「プリキュアーツ オールスターズ商品化アンケート」の結果を受けて、「ワンダーフェスティバル2015[冬]」にて商品化が正式にアナウンスされた。
- スリーシックスティ製グッズ
  - 「プリキュア全員デカストラップ キュアエコー」（2016年4月発売）
  - 「プリキュア全員アクリルスタンド キュアエコー」（2016年5月発売）
  - 「全プリキュア・フルカラープリントTシャツ キュアエコー」（2017年6月発売）
- プリキュア プリティストア専売グッズ
  - 「プリキュアオールスターズ トゥインクル缶バッジ5 Fever!」（2016年6月発売）
  - 「上北ふたご オールスターズ缶バッジコレクション1」（2017年2月発売、「リターンズ!」2018年9月発売）
  - 「アイドルプリキュア2nd Season SPRINGFES〜FINAL!〜」（2019年4月発売）
  - 「プリティピックアップフェア 第10弾」（2022年1月発売）

## 特別番組
『映画 プリキュアオールスターズNew Stage みらいのともだちのすべて』が、全国各局で放送された。ナレーションはキャンディ（大谷育江）。
| 放送地域       | 放送局             | 放送日        | 放送時間           | 系列           | 備考                   |
| -------------- | ------------------ | ------------- | ------------------ | -------------- | ---------------------- |
| 香川県・岡山県 | 瀬戸内海放送       | 2012年3月17日 | 土曜 6:00 - 6:30   | テレビ朝日系列 |                        |
| 静岡県         | 静岡朝日テレビ     | 2012年3月17日 | 土曜 6:15 - 6:45   | テレビ朝日系列 |                        |
| 神奈川県       | テレビ神奈川       | 2012年3月17日 | 土曜 10:30 - 11:00 | 独立局         |                        |
| 石川県         | 北陸朝日放送       | 2012年3月17日 | 土曜 10:30 - 11:00 | テレビ朝日系列 |                        |
| 日本全域       | BS11               | 2012年3月17日 | 土曜 19:30 - 20:00 | BS放送         | 『アニメ+』枠          |
| 長崎県         | 長崎文化放送       | 2012年3月18日 | 日曜 3:35 - 4:05   | テレビ朝日系列 |                        |
| 長野県         | 長野朝日放送       | 2012年3月18日 | 日曜 4:45 - 5:15   | テレビ朝日系列 |                        |
| 新潟県         | 新潟テレビ21       | 2012年3月18日 | 日曜 5:20 - 5:50   | テレビ朝日系列 |                        |
| 中京広域圏     | メ〜テレ           | 2012年3月18日 | 日曜 6:00 - 6:30   | テレビ朝日系列 |                        |
| 近畿広域圏     | 朝日放送           | 2012年3月18日 | 日曜 6:00 - 6:30   | テレビ朝日系列 |                        |
| 福岡県         | 九州朝日放送       | 2012年3月18日 | 日曜 6:00 - 6:30   | テレビ朝日系列 |                        |
| 埼玉県         | テレビ埼玉         | 2012年3月18日 | 日曜 13:00 - 13:30 | 独立局         |                        |
| 東京都         | TOKYO MX           | 2012年3月18日 | 日曜 14:30 - 15:00 | 独立局         | マルチ編成のためSD画質 |
| 福島県         | 福島放送           | 2012年3月19日 | 月曜 1:45 - 2:15   | テレビ朝日系列 |                        |
| 富山県         | チューリップテレビ | 2012年3月19日 | 月曜 15:55 - 16:24 | TBS系列        | 『映画ナビ』枠         |
| 鹿児島県       | 鹿児島放送         | 2012年3月20日 | 火曜 2:45 - 3:15   | テレビ朝日系列 |                        |
| 日本全域       | 東映チャンネル     | 2012年3月20日 | 火曜 15:30 - 16:00 | CS放送         | リピート放送あり       |
| 大分県         | 大分朝日放送       | 2012年3月24日 | 土曜 6:00 - 6:30   | テレビ朝日系列 |                        |
| 沖縄県         | 琉球朝日放送       | 2012年3月24日 | 土曜 6:30 - 7:00   | テレビ朝日系列 |                        |
| 宮崎県         | 宮崎放送           | 2012年3月25日 | 日曜 5:15 - 5:45   | TBS系列        |                        |
| 日本全域       | アニマックス       | 2012年3月25日 | 日曜 7:00 - 7:30   | BS/CS放送      |                        |
| 山梨県         | テレビ山梨         | 2012年3月26日 | 月曜 9:55 - 10:25  | TBS系列        |                        |
| 山形県         | 山形テレビ         | 2012年3月29日 | 木曜 16:00 - 16:30 | テレビ朝日系列 |                        |
| 青森県         | 青森朝日放送       | 2012年4月2日  | 月曜 10:30 - 11:00 | テレビ朝日系列 |                        |

## テレビ放送
2013年8月25日に『映画 ドキドキ!プリキュア マナ結婚!!?未来につなぐ希望のドレス』の公開を記念する形で、『スーパーヒーロー&ヒロイン夏休みスペシャル』内にてテレビ朝日系列で全国放送（字幕放送）。プリキュア劇場版シリーズとしては初の地上波全国放送となった。
同番組では、『ドキドキ!プリキュア』のキュアハート（声 - 生天目仁美）が声のみで進行役を担当、さらに番組内で『映画 ドキドキ!プリキュア』の情報や、本作品に関するクイズも放送された。また冒頭の「東映マーク」（荒磯に波）と「東映アニメーションマーク」（『長靴猫シリーズ』のペロ）、それに本編部の「ミラクルライト」関連場面など、劇場公開版より一部カットされた場面もあった。

## ネット配信
- YouTube「プリキュア公式YouTubeチャンネル」…2020年4月10日 - 4月17日（『DX3』・『スイート劇場版』との同時配信）

## その他
- 本作品の上映にあたり、舞台となる横浜市と全面的なタイアップを行い、2012年3月10日より市内9ヶ所に等身大のプリキュアが描かれたキャラクターボードを設置し撮影できる「プリキュアフォトスポット巡り」、横浜市営地下鉄の7駅[注 15]と観光施設2ヶ所[注 16]で行うスタンプラリー、プリキュアのデザインがラッピングされた市営バスの運行[注 17]、「横浜市小児救急電話相談ダイヤル」の周知を行うためにプリキュアが描かれた告知カードの制作・配布を行った[18]。